# 塞里尼昂迪孔塔
塞里尼昂迪孔塔（法語：Sérignan-du-Comtat，法語發音：[seʁiɲɑ̃ dy kɔ̃ta]）是法国普罗旺斯-阿尔卑斯-蓝色海岸大区沃克吕兹省的一个市镇，属于阿维尼翁区。

## 地理
塞里尼昂迪孔塔（44°11'21"N, 4°50'38"E）面积19.82 平方千米，位于法国普罗旺斯-阿尔卑斯-蓝色海岸大区沃克吕兹省，该省份为法国东南部内陆省份，北起德龙省，西北接阿尔代什省，西接加尔省，南至罗讷河口省，东南角与瓦尔省接壤，东临上普罗旺斯阿尔卑斯省。
与塞里尼昂迪孔塔接壤的市镇（或旧市镇、城区）包括：艾格河畔卡马雷、拉加尔德帕雷奥勒、奥朗日、圣塞西尔莱维涅、特拉瓦扬、于绍、皮奥朗克。

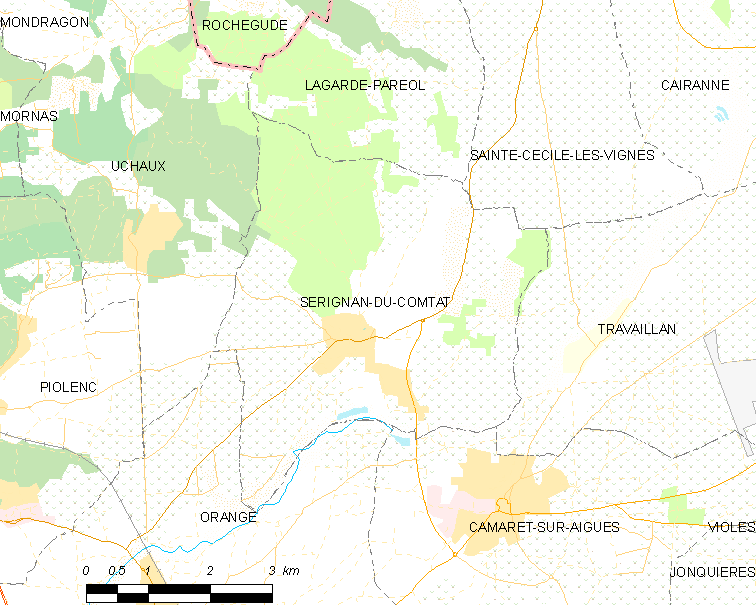
塞里尼昂迪孔塔的OSM定位图

塞里尼昂迪孔塔的时区为UTC+01:00、UTC+02:00（夏令时）。

## 行政
塞里尼昂迪孔塔的邮政编码为84830，INSEE市镇编码为84127。

## 政治
塞里尼昂迪孔塔所属的省级选区为博莱讷县。

## 人口

1962-2008年间塞里尼昂迪孔塔人口变化图示

塞里尼昂迪孔塔于2022年1月1日时的人口数量为2896人。